# Рейс да Силва, Уоллас
Уоллас Рейс, полное имя Уоллас Рейс да Силва (порт. Wallace Reis da Silva; 26 декабря 1987, Консейсан-ду-Койте, штат Баия) — бразильский футболист, защитник клуба «Гёзтепе».

## Биография
В детстве семья Уолласа жила в засушливом районе штата Баия. Сам Уоллас спал на кровати из камней, а матрас был набит обычными листьями. В детстве он три зимы подряд болел пневмонией и, по его собственным словам, чудом выжил. В конце концов, семья переехала в Рио-де-Жанейро, где отец Уолласа получил работу на газовой станции. В 10 лет Уоллас стал играть в местных командах по мини-футболу и на одном из турниров на игрока обратили внимание скауты «Витории».
Уоллас — воспитанник клуба «Витория» из Салвадора. Он дебютировал в основном составе команды (выступавшей тогда в Серии C Бразилии) ещё в 2006 году, но затем ещё до окончания 2007 года выступал за молодёжный состав. С 2009 года Уоллас стал практически незаменимым игроком основы «Витории», с которой в общей сложности выиграл 4 титула чемпиона штата Баия. После вылета «Витории» из Серии A в конце 2010 года (куда команда успела подняться за время выступлений за неё Уолласа), за защитника стали бороться ведущие бразильские клубы и в конце концов было объявлено о подписании контракта Уолласа с «Коринтиансом».
В «Тимао» в 2011—2012 годах Уоллас в основном выполнял роль резервного игрока, который в любой момент может укрепить оборону в конце матча, когда необходимо удержать победный счёт. Так, из 9 матчей, сыгранных Уолласом в Лиге Паулисте 2011, в стартовом составе он вышел лишь однажды. Аналогично, из 16 матчей чемпионата Бразилии 2011 года в основе Уоллас вышел лишь в половине случаев. Вместе с командой футболист стал чемпионом Бразилии.
2012 год Уоллас начал игроком основы, но в начале марта он порвал связки голеностопного сустава и выбыл на два месяца. Уоллас пропустил весь групповой этап и значительную часть плей-офф Кубка Либертадорес 2012, но сумел восстановиться к полуфиналу. Так, он дебютировал в турнире, выйдя на замену вместо Алекса Мескини на десятой добавленной минуте гостевого матча против «Сантоса» в первом полуфинале. Эта победа (1:0) сделала задел для выхода «Коринтианса» в финал турнира. Уже в финале Уоллас в обеих встречах с «Бокой Хуниорс» дважды выходил на замену на 92-х минутах, в полном соответствии с тактикой тренера Тите. «Коринтианс» впервые в истории выиграл главный южноамериканский трофей.
В Серии A 2012 года Уоллас сыграл 22 матча, в том числе 12 — выходя в стартовом составе. 24 ноября Уоллас забил свой первый мяч за «Тимао» — в ворота «Сантоса». В декабре 2012 года Уоллас вышел на замену Эмерсону Шейху на 91-й минуте в финале Клубного чемпионата мира, в котором «Коринтианс» обыграл «Челси» со счётом 1:0.
17 января 2013 года Уоллас подписал 4-летний контракт с «Фламенго». В 2016 году Уоллас Рейс выступал за «Гремио».
Уоллас женился в возрасте 16 лет — его невесте Джессике на тот момент было 17 лет. У них есть сын Лукас.

## Титулы
- Чемпион Бразилии (1): 2011
- Чемпион штата Баия (4): 2007, 2008, 2009, 2010
- Обладатель Кубка Либертадорес (2): 2005, 2012
- Победитель Клубного чемпионата мира (2): 2005, 2012